# Vladimir Petrovič Batalov
Vladimir Petrovič Batalov (19 settembre 1902 – Mosca, 14 marzo 1964) è stato un attore e regista sovietico.

## Filmografia

### Regista
- Baby (1940)